# 3001 – Die letzte Odyssee

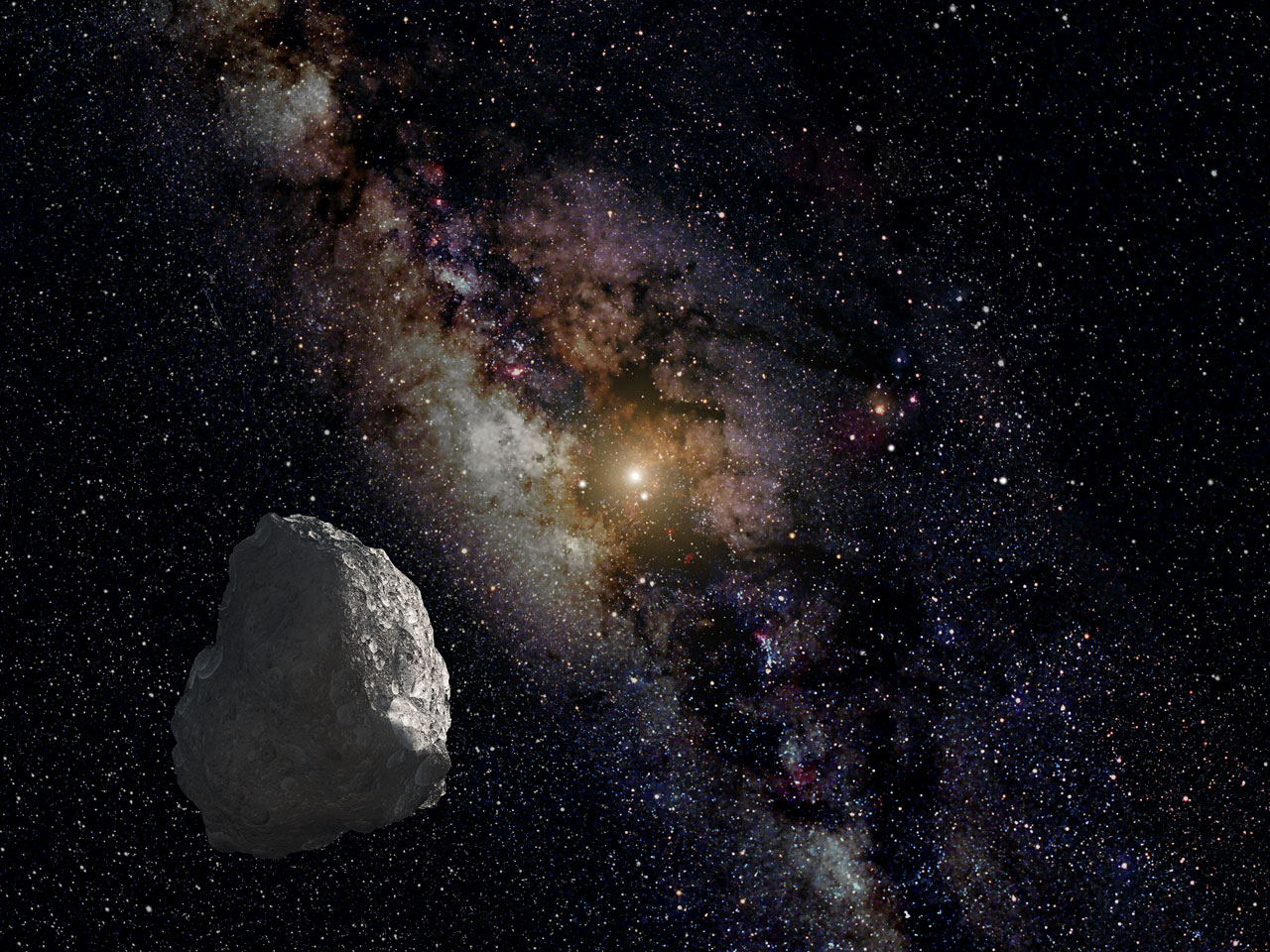
Kuipergürtel

3001 – Die letzte Odyssee (englischer Originaltitel: 3001: The Final Odyssey, erschienen 1997) ein Science-Fiction-Roman von Arthur C. Clarke. Es ist das vierte und letzte Buch in Clarkes Space-Odyssey-Zyklus, den er mit 2001: Odyssee im Weltraum rund 30 Jahre zuvor begonnen hatte. 3001 ist der letzte von Clarke allein veröffentlichte Roman.

## Inhalt
3001 verfolgt die Erlebnisse des Astronauten Frank Poole, der in 2001: Odyssee im Weltraum von HAL 9000 getötet wurde. Pooles Körper wird vom Kometenschleppschiff Goliath im Kuipergürtel, jenseits des Neptunorbits, wiedergefunden, nachdem er ein Jahrtausend lang durch das Weltall getrieben war. Da das Einfrieren bis in die Nähe des absoluten Nullpunkts ihn gut genug konserviert hatte, kann er mit Hilfe der fortschrittlichen medizinischen Technologie jener Zeit wiederbelebt werden. Er beginnt die Erde des Jahres 3001 zu erforschen und begegnet dabei Dingen wie dem BrainCap, dt. Zerebralhelm, (eine Technologie, die eine direkte Verbindung von menschlichem Gehirn und Computer erlaubt), gentechnisch erschaffenen Dinosauriern als Nutztiere und vier gewaltigen Weltraumaufzügen, die durch eine erdumspannende Raumstation in geosynchroner Umlaufbahn miteinander verbunden sind. Die Menschheit hat inzwischen auch die Jupitermonde Ganymed und Kallisto besiedelt.
Im 26. Jahrhundert wurde in der Olduvai-Schlucht in Afrika der Monolith (er erhält die Bezeichnung TMA-0) gefunden, welcher den Anschub für die intellektuelle Entwicklung der Menschheit gegeben hatte. Der ursprünglich auf dem Mond gefundene Monolith TMA-1 war bereits im Jahr 2006 zur Erde gebracht und vor dem UN-Hauptquartier in New York aufgestellt worden.
Im weiteren Verlauf der Handlung wird offenbart, dass der Monolith TMA-2, der in 2010 – Das Jahr, in dem wir Kontakt aufnehmen in der Umlaufbahn des Jupiter gefunden wurde, einen Bericht an seinen 450 Lichtjahre entfernten „Vorgesetzten“ gesendet hat und nun die Ankunft der Befehle für den weiteren Umgang mit der Menschheit unmittelbar bevorsteht. (Der Bericht benötigt 450 Jahre für den Hinweg und die Befehle weitere 450 Jahre für die Rückreise.) Offenbar war der Monolith zwar bevollmächtigt, die entstehende Biosphäre in der Atmosphäre des Jupiter während der in 2010 beschriebenen Ereignisse zu vernichten, bedarf jedoch der Zustimmung einer höher gestellten Instanz, um die technologische Zivilisation auf der Erde auszulöschen. Es gibt erhebliche Sorge, dass das Urteil, welches auf den Beobachtungen des Monolithen im Jahr 2001 beruht, negativ ausfallen wird. Die gesamte menschliche Rasse könnte dann ebenso willentlich ausgelöscht werden, wie es mit den (von David Bowman dort entdeckten) Bewohnern der Atmosphäre des Jupiter geschehen ist, als dieser unter der Einwirkung von Monolithen zu einer zweiten Sonne („Luzifer“) implodiert ist. Frank Poole gelingt es, Bowman und HAL, die als neu entstandenes gemeinschaftliches Bewusstsein („HALman“) als Teil des Monolithen existieren, dafür zu gewinnen, den Monolithen mit einem Computervirus aus dem Mons-Pico-Hochsicherheitslager für chemische, biologische und kybernetische Waffen zu infizieren, um die mögliche Katastrophe abzuwenden.
Wie von den Menschen befürchtet, empfängt der Monolith in der Tat den Befehl, die Menschheit zu vernichten, und beginnt, sich viele Millionen Mal zu vermehren. Die so entstandene Vielzahl von Monolithen formiert sich zu zwei Schilden, welche die Erde und ihre Kolonien von der lebenswichtigen Licht- und Wärmestrahlung der Sonne und Luzifers abschirmen. Damit soll der gesamte biologische Lebenszyklus auf der Erde zum Stillstand gebracht werden. Da HALman jedoch den Monolithen schon zu Beginn seiner Vervielfältigung mit dem Virus infiziert hatte, lösen sich die Monolithen in beiden Schilden (zusammen mit TMA-0 und TMA-1) nach fünfzehn Minuten auf.
HALman ist in der Lage, seine kombinierten Persönlichkeiten rechtzeitig in ein holografisches Speichermedium mit einem Petabyte Kapazität zu übertragen und überlebt so die Zerstörung des Monolithen. Da er sich jedoch bei der Übertragung des Virus zum Monolithen selbst infiziert hat, wird er im Mons Pico eingelagert.
Offensichtlich beobachteten die Schöpfer der Monolithen, die sich schon vor langer Zeit zu körperlosen Wesen fortentwickelt haben, die Menschheit und beschließen, über deren Schicksal erst in den „letzten Tagen“ zu entscheiden.
Am Ende des Buches landet Poole als Teil einer Expedition auf dem Jupitermond Europa, um einen friedlichen Kontakt zu den dortigen primitiven Bewohnern aufzunehmen.

## Unterschiede zwischen 3001 und den früheren Büchern des Zyklus
Die Darstellung der Monolithen unterscheidet sich deutlich von den früheren Büchern des Zyklus. Insbesondere in 2001 war der Monolith in der Lage, Nachrichten mit Überlichtgeschwindigkeit zu übertragen und wurde auch allgemein weniger als ein bedrohliches, sondern eher als denkendes Wesen dargestellt, als dies in 3001 der Fall ist. Dave Bowmans transzendente Erfahrung bei der Verwandlung in das Sternenkind wird dort als mondänes Hochladen in einen Computer erklärt. (Eine Erklärung, welche trotzdem gemäß dem dritten Clarkeschen Gesetz durchaus plausibel ist.)
In 2010 erscheint eine aus Staub geformte Erscheinung Bowmans in der Discovery, die Floyd warnt, sie müssten den Jupiter binnen 15 Tagen verlassen. Floyd hat große Probleme, den Rest der Crew zu überzeugen, was ihm leichter gefallen wäre, hätte er über die Videoaufzeichnung des Vorfalls verfügt, die Poole in 3001 von Dr. Allister Kim gezeigt wird.
Der Epilog des Romans 2010 mit dem Titel 20 001 widerspricht dem in 3001 beschriebenen endgültigen Verschwinden der Monolithen.
Darüber hinaus wurden einige Jahreszahlen verändert. Die Sowjetunion, die in den ersten drei Romanen bis weit in das 21. Jahrhundert Bestand hat, ist im letzten Roman bereits 1991 zusammengebrochen. Frank Pooles Geburtsjahr ist nun 1997 und die in 2001 beschriebene Mission der Discovery wurde in die 2030er Jahre verschoben. Die im Roman 2010 beschriebene Mission der Leonov gar in die 2040er Jahre. (In den früheren Versionen fanden diese beiden Missionen im Jahr 2001 beziehungsweise 2010 statt.) Schließlich merkt Frank Poole an, dass bereits um 2020 der Menschheit unbegrenzte Vakuumenergie zur Verfügung gestanden hat, während in den vorherigen Büchern die in 2061 beschriebene Kalte Fusion die am höchsten entwickelte Energiequelle darstellt. (Insbesondere wäre nach der neuen Datierung in 3001 der Kernreaktor mit dem darauf beruhenden Plasmaantrieb der Discovery schon ein Jahrzehnt vor Baubeginn des Schiffes durch die Nutzbarmachung der Vakuumenergie überholt gewesen.)
Allerdings hat Clarke seit dem Erscheinen von 2010 – Das Jahr, in dem wir Kontakt aufnehmen immer wieder konsequent gesagt, dass jeder der Romane aus dem Odyssey-Zyklus in seinem eigenen Paralleluniversum spielt. Dies wird unter anderem offenbar durch die Monolithen, die am Ende von 2010 im Jahr 2001 immer noch existieren, und dem Verschwinden Floyds aus der Trinität mit Bowman und HAL, die am Ende von 2061 – Odyssee III beschrieben wird.

## Mögliche Verfilmung
Eine Zeit lang hat Tom Hanks Interesse bekundet, 3001 zu verfilmen. Er hätte dann die Hauptrolle (Frank Poole) gespielt und Regie geführt. Es ist jedoch nicht bekannt, ob er diese Pläne weiterhin verfolgt.

## Bezüge zu anderen Werken des Autors
Ein Teil des Romans spielt auf einer ringförmigen geosynchronen Raumstation, die durch vier Weltraumlifte mit der Erde verbunden ist. Dies entspricht der Vision im Epilog von Clarkes Roman Fahrstuhl zu den Sternen, wo die Station jedoch über sechs statt nur vier Weltraumlifte verfügt.